# 潘奇普拉耶格

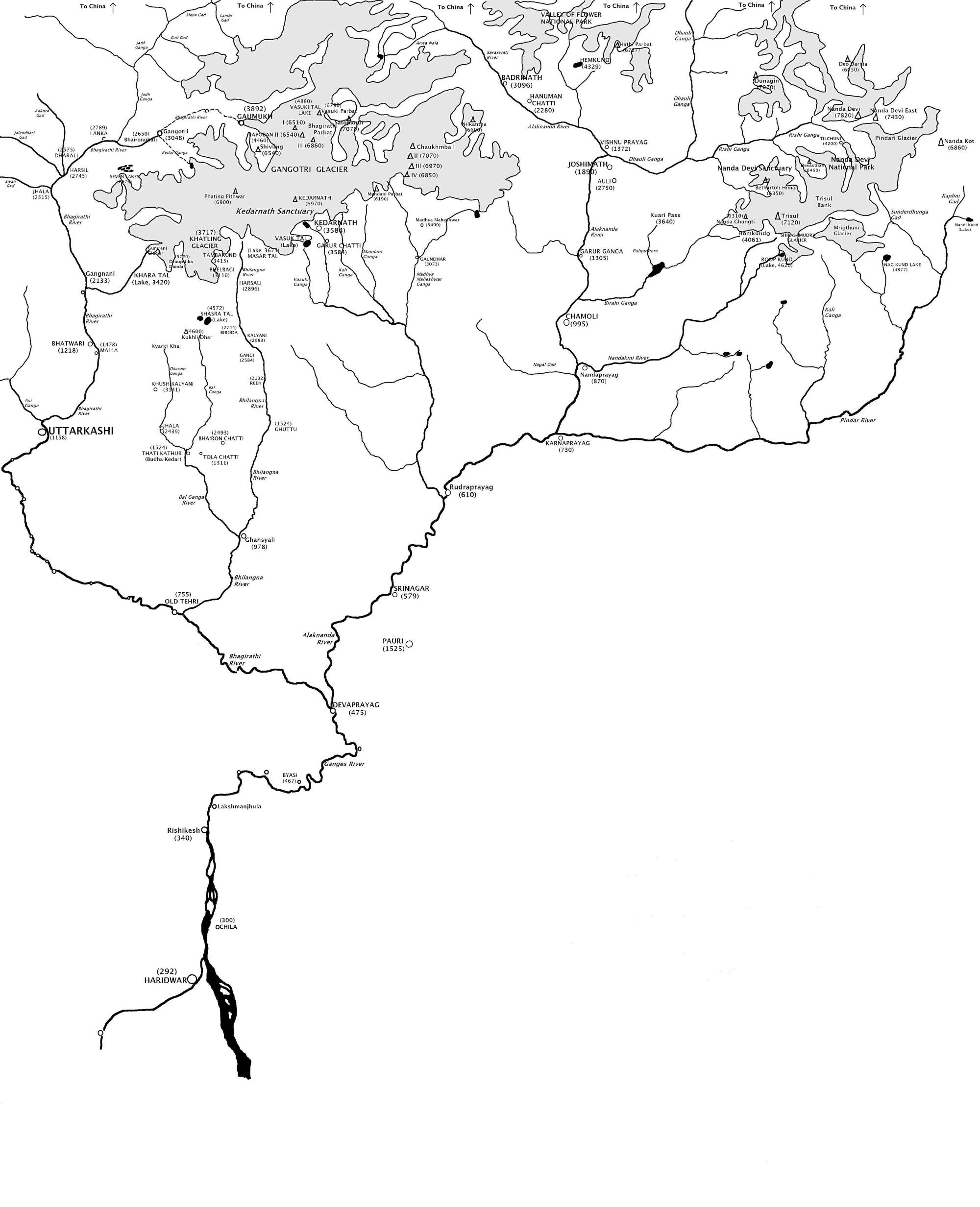
恆河源流區地圖

潘奇普拉耶格（英語：Panch Prayag；梵語：Pañca prayāga），是印度傳統術語，意為五滙流處，用來表達位於北阿坎德邦加瓦爾喜馬拉雅山脈五個神聖的河川匯流點，由上游至下游分別為毗濕奴普拉耶格、南德普拉耶格、卡爾恩普拉耶格、魯德拉普拉耶格及德沃普拉耶格。
這五個匯流點為恆河東源阿勒格嫩達河與其他五條主要支流交滙而成，它們分別是道里根加河、南達肯尼河、品達爾河、曼達基尼河及帕吉勒提河；其中帕吉勒提河為恆河西源，兩河匯集後，始稱恆河。